# Großsteingrab Bellin
Das Großsteingrab Bellin ist eine megalithische Grabanlage der jungsteinzeitlichen Trichterbecherkultur bei Bellin, einem Ortsteil von Lammershagen im Kreis Plön in Schleswig-Holstein. Es trägt die Sprockhoff-Nummer 201.

## Lage
Das Grab befindet sich nordöstlich von Bellin auf einem Feld.

## Beschreibung
Die Anlage besitzt ein nordost-südwestlich orientiertes Hünenbett mit einer Länge von etwa 20 m und einer Breite von etwa 5 m. Von der Umfassung sind keine Steine mehr erhalten, nur noch die Hügelschüttung ist vorhanden. Eine Grabkammer ist nicht zu erkennen.